# کلنتنیتسه
کلنتنیتسه (به چکی: Klentnice) یک منطقهٔ مسکونی در جمهوری چک است که در ناحیه برتسلاو واقع شده‌است.